# Laureles (Tacuarembó)
Laureles es una localidad uruguaya del departamento de Tacuarembó.

## Ubicación
La localidad se encuentra situada en la zona norte del departamento de Tacuarembó, junto al arroyo y paso sobre éste de igual nombre, límite con el departamento de Rivera. Posee acceso por camino vecinal desde el km 407 de la ruta 5, de la cual dista 47 km, y un segundo acceso por el norte, desde Tranqueras, de la cual dista 27 km. Además, a partir de diciembre de 2018 también se puede acceder por tren ya que se reintegró la frecuencia que une las ciudades y localidades del norte uruguayo.

## Población
Según el censo del año 2011 la localidad contaba con una población de 19 habitantes.
| 135           | 42 | 72 | 66 | 46 | 19 |
| (Fuente: INE) |    |    |    |    |    |